# Defensa Erizo
|       |       |       |       |       |       |       |       |    |  |
|       | a8    | b8    | c8 rd | d8    | e8 rd | f8    | g8 kd | h8 |  |
| a7    | b7 bd | c7 qd | d7 nd | e7 bd | f7 pd | g7 pd | h7 pd |    |  |
| a6 pd | b6 pd | c6    | d6 pd | e6 pd | f6 nd | g6    | h6    |    |  |
| a5    | b5    | c5    | d5    | e5    | f5    | g5    | h5    |    |  |
| a4    | b4    | c4 pl | d4    | e4 pl | f4    | g4    | h4    |    |  |
| a3    | b3    | c3    | d3    | e3    | f3    | g3    | h3    |    |  |
| a2 pl | b2 pl | c2    | d2    | e2    | f2 pl | g2 pl | h2 pl |    |  |
| a1    | b1    | c1    | d1    | e1    | f1    | g1    | h1    |    |  |
|       |       |       |       |       |       |       |       |    |  |

En ajedrez, la formación Erizo es una estructura de peones normalmente adoptada por el negro que puede venir de varias aperturas. El negro cambia su peón de c5 por el peón blanco de d4 y entonces coloca sus peones en las casillas a6, b6, d6 y e6. Estos peones forman una final de espinas detrás de la que el negro desarrolla sus fuerzas. Típicamente, los alfiles se colocan en b7 y e7, los caballos en d7 y f6, la dama en c7 y las torres en c8 y e8 o d8 (la torre de d8 sirve para defender el peón de d6 y soporta la ruptura en d5, mientras se permite al caballo de f6 acceder a e8 si necesitara defender el peón de d6). Aunque la posición negra está restringida, tiene una gran energía latente, que puede ser liberada por el negro si puede jugar...b5 o...d5 en algún momento. Estos peones de ruptura son particularmente efectivas porque el blanco normalmente coloca sus propios peones en c4 y e4.
Una vez que la estructura erizo básica está colocada y dependiendo de cómo reaccione el blanco, el negro tiene varias maneras de reorganizar sus piezas. El caballo de d7 frecuentemente salta a c5, donde ataca un peón blanco en e4, o e5, donde ataca el peón blanco de c4. El caballo de f6 puede ir a e8 para defender el peón de d6, o a d7 o incluso a h5, si estas casillas no están ocupadas. La dama negra puede colocarse en b8 (desenmascarando la torre de c8 y tal vez soportando b5) o a a8 (apuntando a d5). Algunas veces, el negro juega Af8, g6 y Ag7 (o más simplemente Af6, si el caballo de f6 se ha movido) para ejercer alguna influencia sobre d4, mientras el mismo alfil también puede ser llevado vía d8 a c7 para apuntar al flanco de rey blanco (en conjunción con la dama en b8). También hay situaciones donde el negro puede crear un ataque en el flanco de rey jugando Rh8-Tg8-g5, frecuentemente seguido de doblar torres en la columna g y poniendo el peón de g en g4.
Las estrategias tradicionales de ajedrez habrían reprobado la configuración del Negro, ya que sus piezas tienen poco espacio para maniobrar. En la primera parte de los años 1970, el "'erizo' era un término genérico para cualquier configuración que fuera restringida, defensiva y difícil de atacar", pero actualmente se refiere específicamente a esta formación. El Erizo fue analizado intensivamente en los años 1970, cuando los jugadores empezaron a apreciar la rica variedad de ideas estratégicas que afloraban a partir de él. Aunque la posición del negro es muy restringida, también está relativamente libre de debilidades. No hay ningún camino obvio para el Blanco de atacar la estructura de peones Negra, pero como se dice antes, el Negro tiene varios métodos a su disposición para crean contrajuego. Así, el Erizo ha mantenido su popularidad como sistema de desarrollo en la praxis moderna.
Las ideas que soportan el Erizo fueron desarrolladas originalmente de la Apertura inglesa. La Defensa Erizo en particular se refiere a una variante de la Apertura Inglesa Simétrica (1.c4 c5) donde el Negro adopta esta configuración: 1.c4 c5 2.Cf3 Cf6 3.g3 b6 4.Ag2 Ab7 5.Cc3 e6 6.0-0 Ae7 7.d4 cxd4 8.Dxd4 d6. Otras aperturas donde el negro frecuentemente utiliza esta formación son la Defensa india de dama y las Variantes Kan y Taimanov de la Defensa Siciliana.
También es posible para el Blanco adoptar una configuración en Erizo, pero esto ocurre raramente. Sin embargo, esto ocurrió en Fischer - Andersson, Siegen 1970, una de las primeras partidas caracterizada con este método de desarrollo. La victoria aplastante de Bobby Fischer en esta partida, en la que el método de ataque Rh1/Tg1/g4 fue vistosamente demostrado y que impresionó tanto a Ulf Andersson que posteriormente se convertiría en uno de los mayores exponentes del Erizo, por ejemplo Karpov - Anderson, Milan 1975.